# Jan Zygmunt Kosiaty

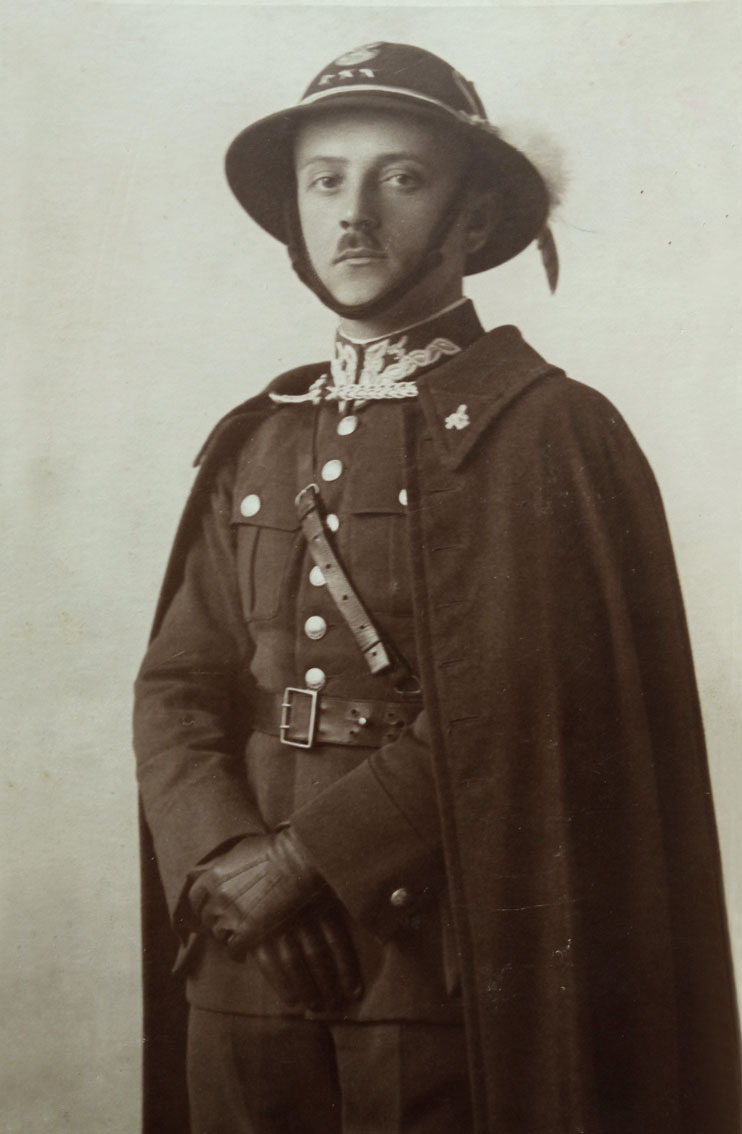
Jan Zygmunt Kosiaty w mundurze 4 pułku strzelców podhalańskich.

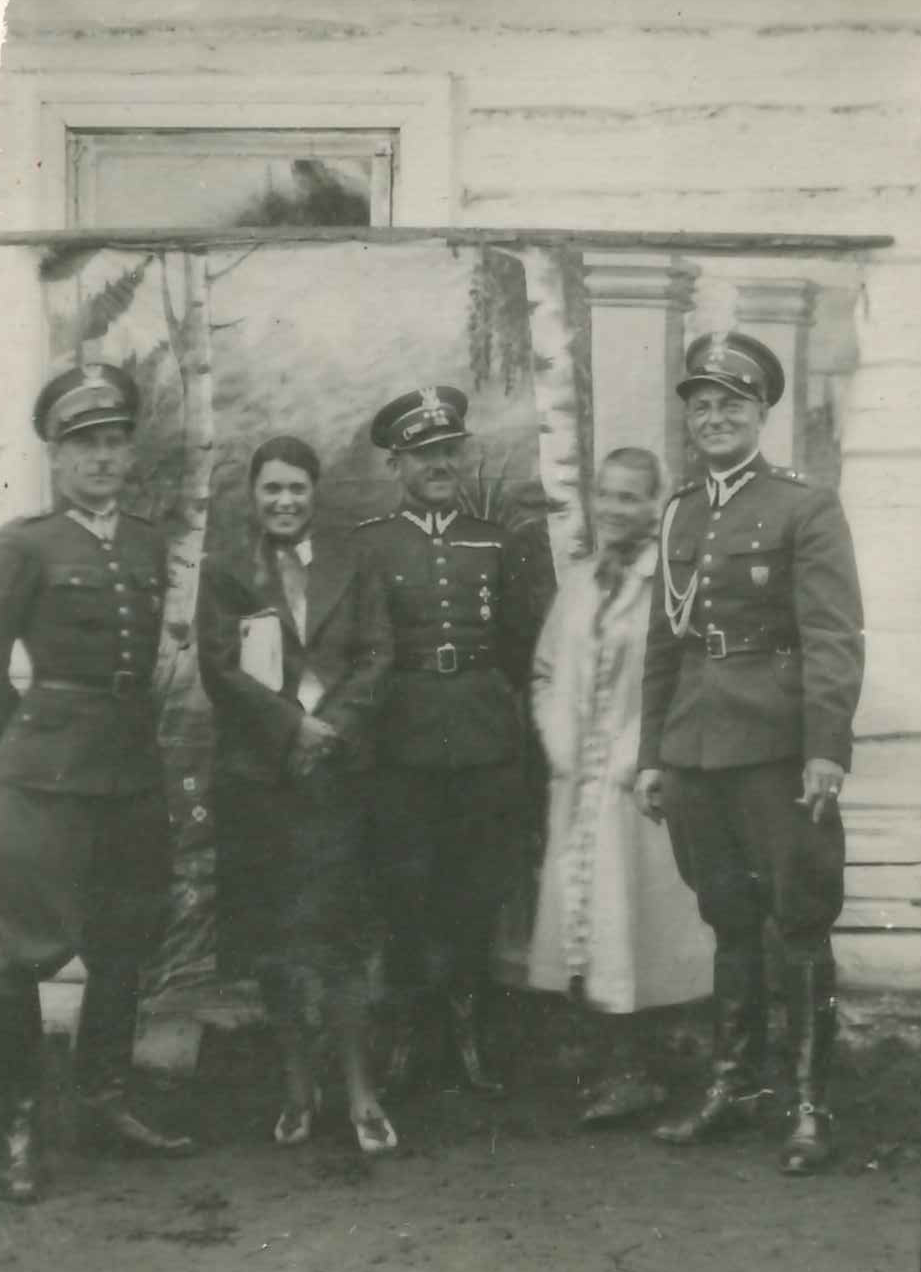
Kamień koło Iwieńca (30 lipca 1939). Oficerowie batalionu KOP „Iwieniec” – stoją od lewej: por. Edward Dorszewski, kpt. Jan Zygmunt Kosiaty i por. Jan Kulwieć (wszyscy zostali zamordowani). Druga od lewej stoi żona kpt. Kosiatego, Maria.

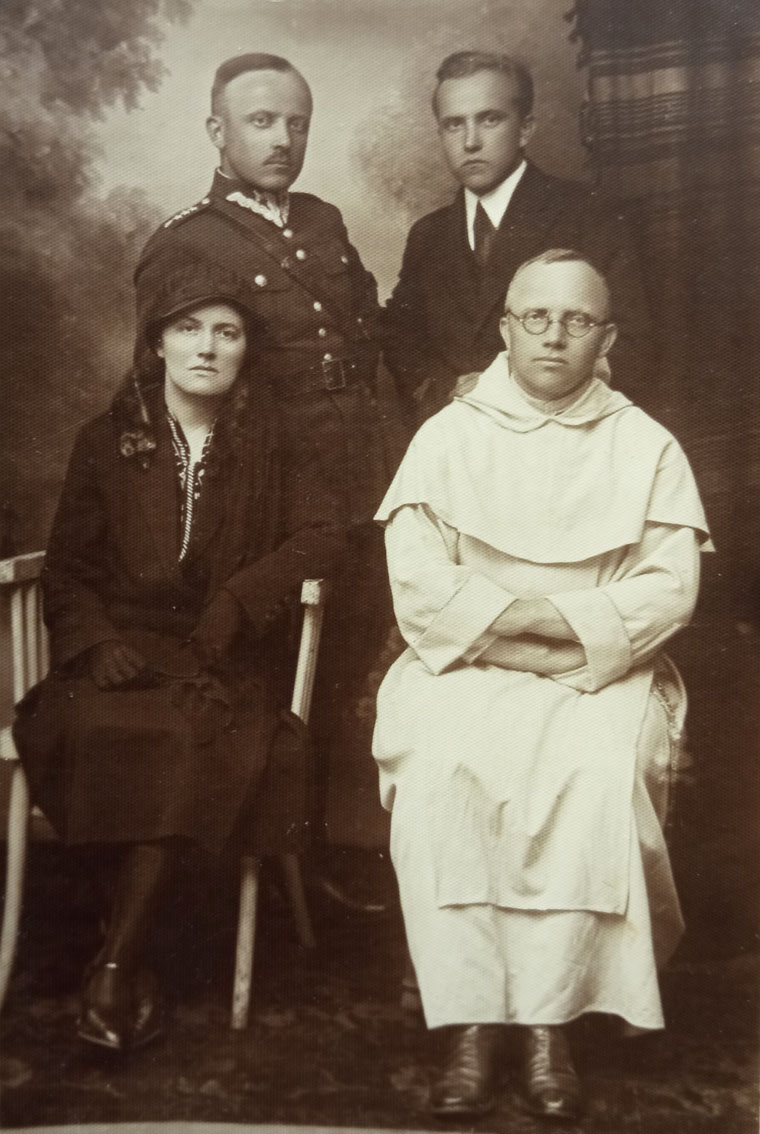
Kapitan Jan Kosiaty z rodzeństwem: Czesławem, Michałem (o. Kajetanem OP) i Zofią (Krokowską). Zdjęcie wykonano między sierpniem 1933 a 1939.

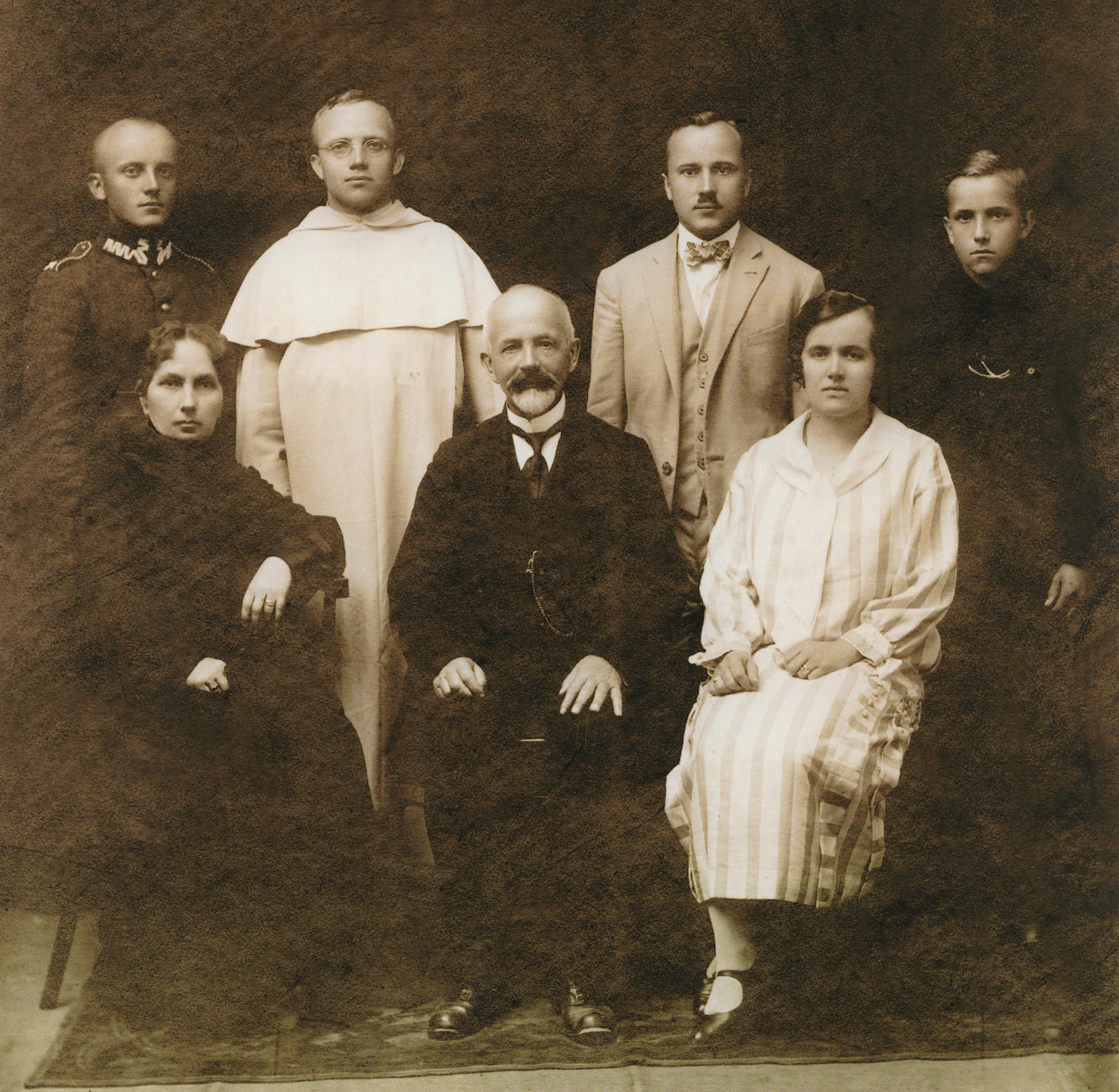
Zdjęcie rodzinne Kosiatych około 1925 r. Od góry, zgodnie ze wskazówkami zegara: Jan Zygmunt Kosiaty, rodzeństwo: Michał, Edward, Czesław, Zofia. Ojciec Jan i jego druga żona Jadwiga Kosiaty (z domu Magierowska, primo voto Tabou).

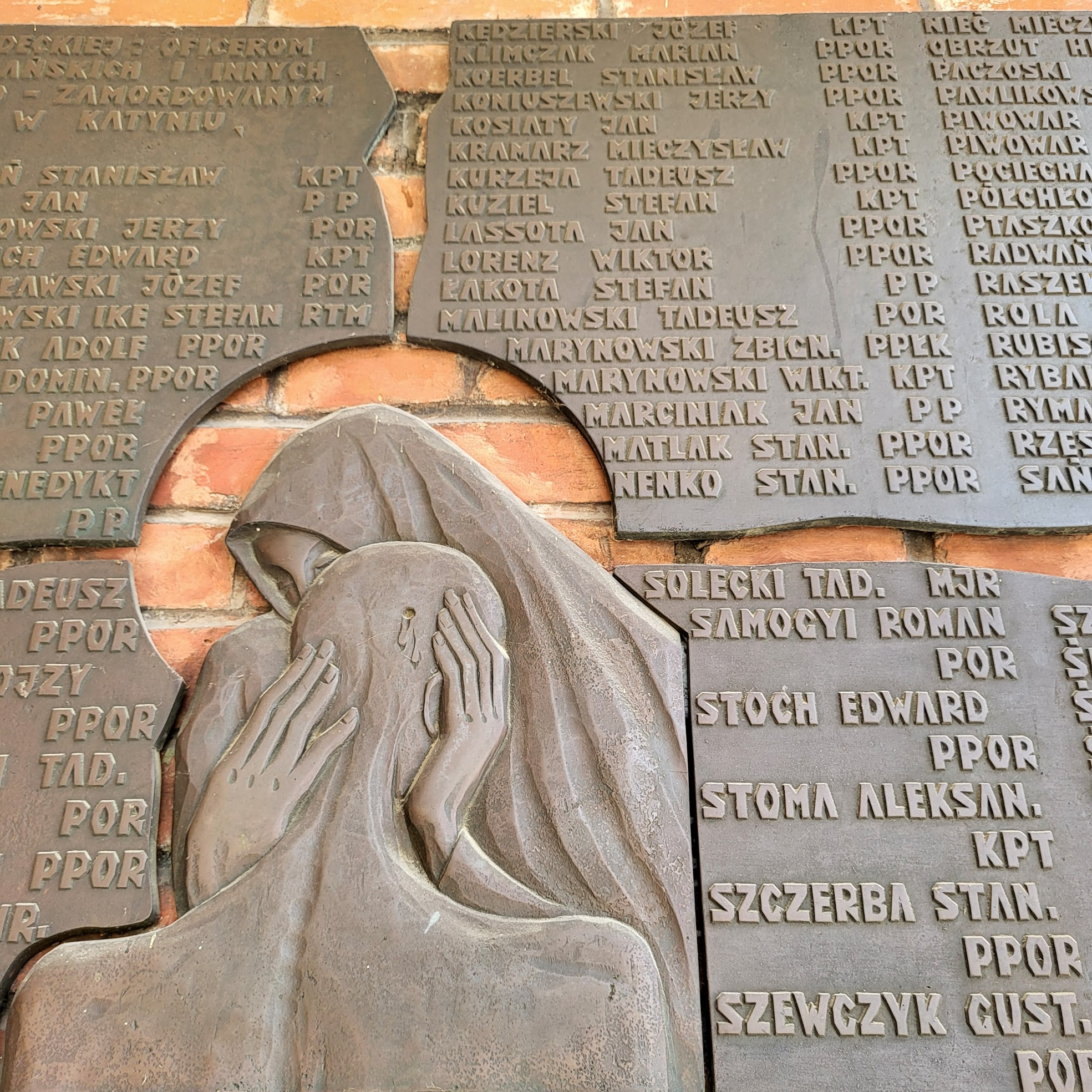
Tablica upamiętniająca ofiary zbrodni katyńskiej na ścianie kościoła św. Kazimierza w Nowym Sączu.

Jan Zygmunt Kosiaty (ur. 23 czerwca 1901 w Zbyszycach, zm. wiosną 1940 w Charkowie) – kapitan służby stałej piechoty Wojska Polskiego, ofiara zbrodni katyńskiej.

## Życiorys
Od 1912 roku był uczniem C. K. Gimnazjum I w Nowym Sączu (zob. I LO). We wrześniu 1916 roku, po ukończeniu klasy IV, przeniósł się do C. K. Gimnazjum w Tarnowie. Należał do harcerstwa.     

### Działalność niepodległościowa
Członek Polskiego Towarzystwa Gimnastycznego „Sokół”.    
Od 1917 roku służył w Polskiej Organizacji Wojskowej. W ramach tej organizacji wyróżniał się szczególnie wśród członków–gimnazjalistów w Nowym Sączu, po wiośnie 1918 roku, kiedy to z miasta wyjechali bardziej znani oficerowie legionowi, m.in. Bolesław Wieniawa-Długoszewski oraz Maksymilian Milan-Kamski. W tej sytuacji lokalny przywódca organizacji, Stanisław Kawczak, oparł jej działalność na kolejarzach oraz uczniach gimnazjalnych.    
Między 31 października a 1 listopada 1918 roku w Nowym Sączu miała miejsce akcja rozbrajania garnizonu austro-węgierskiego. Uczestniczył w przejmowaniu broni od żołnierzy 10. Pułku Piechoty Austro-Węgier w koszarach i rozbrajaniu żołnierzy przy szkole na ul. Jagiellońskiej, a także w zatrzymywaniu i rozbrajaniu transportów wojskowych kierujących się w stronę stacji Orłów na terytorium Węgier.    

### Okres międzywojenny
23 listopada 1918 roku przystąpił ochotniczo do Legii Akademickiej w Nowym Sączu, gdzie służył do stycznia 1919, kiedy to został zwolniony celem kontynuacji edukacji w tarnowskim gimnazjum.      
W marcu 1920 roku, po wybuchu wojny polsko-bolszewickiej, wstąpił ochotniczo do Wojska Polskiego i otrzymał przydział do 1 Pułku Strzelców Podhalańskich. Walczył w kompanii sztabowej 7 Dywizji Piechoty na froncie wołyńskim. Na froncie przebywał od 21 sierpnia 1920 do 21 stycznia 1921.      
W latach 1921–1924 studiował na Akademii Handlowej w Krakowie.      
W 1925 rozpoczął naukę w Szkole Podchorążych Piechoty w Ostrowi-Komorowie, którą ukończył w 1927 roku w stopniu podporucznika i jako oficer został przydzielony do 4 pułku strzelców podhalańskich w Cieszynie. Mianowany porucznikiem ze starszeństwem z 15 sierpnia 1929 roku. W 1930 ukończył szkołę wysokogórską w Zakopanem. Po powrocie do 4 psp kontynuował rolę dowódcy kompanii, a następnie pełnił w nim rolę oficera żywnościowego. Na stopień kapitana awansował 15 sierpnia 1933.  
W latach 1934–1937 służył w batalionie Korpusu Ochrony Pogranicza „Wołożyn”, po czym powrócił do 4 Pułku Strzelców Podhalańskich. Opinia służbowa z 1937, podpisana przez dowódcę 4 psp, ppłk. Bronisława Warzyboka oraz płk. Józefa Kustronia, dowódcę 21 Dywizji Piechoty Górskiej, wskazywała na dobre rezultaty jego pracy w zakresie wychowania i szkolenia żołnierzy. Jako oficer żywnościowy był chwalony za „dbałość o żołnierza i jego warunki”. Dzięki jego „zaradności i planowości” pułk osiągał „bardzo duże oszczędności i zapasy”.  
W 1938 roku służył jako dowódca kompanii w batalionie KOP „Wołożyn”. W marcu 1939 powrócił do 4 psp, objął dowództwo 2 kompanii.  

### Kampania wrześniowa
Przed wybuchem wojny służył w batalionie KOP „Iwieniec”, który posłużył jako jednostka mobilizująca dla III batalionu 207 Pułku Piechoty rezerwy w 35 DP, a kpt. Kosiaty objął dowództwo jego 9. kompanii. Dywizja została skoncentrowana na południe od Białegostoku, a 9 września 1939 roku wyruszyła transportem kolejowym przez Kowel w kierunku Lwowa. 
W dniach 13–21 września brał udział w obronie tego miasta. Przed zmrokiem 17 września III. batalion 207. Pułku Piechoty pod dowództwem majora Jana Stylińskiego, ponosząc duże straty, opanował wschodnie stoki strategicznie istotnego wzgórza 324 w ramach Bitwy o Zboiska. Jednak wobec braku odpowiedniego wsparcia musiał wstrzymać dalsze natarcie, a ostatecznie otrzymał rozkaz wycofania się; wzgórze jeszcze tej samej nocy zostało ponownie zajęte przez niemiecką 1. Dywizję Górską. Oprócz natarcia na Zboiska źródła wspominają także o udziale kpt. Kosiatego w obronie Hołoska i ostatnim natarciu na Melechów.

### Niewola sowiecka i mord
22 września Armia Czerwona zgodziła się na warunki przekazania w jej ręce miasta. Podpisany akt gwarantował oficerom i żołnierzom wolność osobistą, nietykalność własności i możliwość wyjazdu za granicę. Warunki te nie zostały dotrzymane i razem z innymi 1160 oficerami został wzięty do niewoli radzieckiej. 
Około 25 września, na stacji kolejowej koło Tarnopola, widziany był przez swoich siostrzeńców: Jana (ur. 1921) i Aleksandra (ur. 1923) Krokowskich. Odrzucił ich propozycję pomocy w ucieczce mówiąc, że „honor mu na to nie pozwala”. Osadzony w obozie jenieckim w Starobielsku. 
Do jego żony dotarła karta pocztowa datowana na 5 grudnia 1939 (Warszawa) od „towarzysza niedoli i znajomego ze Śląska, któremu udało się wydostać”, mówiąca, że „warunki w obozie są znośne”, a kapitan „jest zdrów i przesyła pozdrowienia dla całej rodziny” oraz „prosi o wiadomość”. 
Wiosną 1940 został zamordowany w Charkowie przez funkcjonariuszy NKWD. Potajemnie pogrzebano go w zbiorowej, bezimiennej mogile w Piatichatkach, gdzie od 17 czerwca 2000 mieści się oficjalnie Cmentarz Ofiar Totalitaryzmu w Charkowie. Figuruje na liście Gajdideja pod poz. 1638. 

## Odznaczenia
- Srebrny Krzyż Zasługi[13]
- Brązowy Medal za Długoletnią Służbę[5]
- Medal Pamiątkowy za Wojnę 1918–1921[6]
- Medal Dziesięciolecia Odzyskanej Niepodległości[6]

## Życie prywatne
Był synem Jadwigi (1871–1914), z domu Michalskiej, i Jana Kosiatego (1863–25 lipca 1928), nauczyciela–kierownika szkół: ludowej w Zbyszycach, w Tęgoborzy oraz powszechnej im. Jana Kochanowskiego w Nowym Sączu; członka stowarzyszenia Sodalis Marianus.
Żonaty z Marią, z domu Szelwel. Latem 1939, wraz ze swoimi rodzicami, odwiedziła męża stacjonującego w okolicach Iwieńca. Na wiosnę 1940 podjęła nieudaną próbę nielegalnego przejścia na niemiecką stroną okupacyjną. Aresztowana przez Rosjan i osadzona w więzieniu zeznała, że chciała dostać się do ZSRR, dzięki temu została przekazana Niemcom. Uwolniona udała się do Warszawy.
Rodzeństwo:
1. (Marianna) Zofia Kosiaty (29 VIII 1890 – 21 IV 1963[27]). Żona Jana Krokowskiego (1876–1950). Ich dzieckiem był Jan Krokowski (8 V 1921–1980) – działacz konspiracyjny, więzień obozów Auschwitz-Birkenau i Sachsenhausen, dziennikarz, działacz społeczny, świadek w drugim procesie oświęcimskim[28][29][30].
2. Aleksander Jan (5 II 1892 – XI 1923), żołnierz 32 Pułku Piechoty Obrony Krajowej (1. kompania), jeniec rosyjski (1916)[31], więziony w obozie w Omsku, ochotnik walczącej na Syberii 5 Dywizji Strzelców Polskich (odznaczony Krzyżem Walecznych).
3. Michał Karol (22 X 1893 – 15 V 1968)[26], dominikanin, przybrane imię zakonne Kajetan.
4. Edward Józef (17 III 1896 – 17 V 1934[32]). Nauczyciel w miejscowości Sieżputy Zagajne[33]. W szkole średniej działał w ruchach niepodległościowych, był w jednej klasie z[34]:
  - Zygmuntem Berlingiem – w 1939 podpułkownik w stanie spoczynku, więzień Starobielska, przeżył dzięki współpracy z NKWD. Późniejszy generał broni w LWP.
  - Władysławem Stępkowiczem – podpułkownikiem, zamordowanym w Katyniu.
  - Karolem Romańczykiem – podinspektorem Policji Państwowej, zamordowanym przez NKWD[35] w Kalininie (obecnie Twer).
  - Stanisławem Wilkoszem[36] – kapitan, jeniec Starobielska, zamordowanym w Charkowie.
  - Stanisławem Widełem – major piechoty Wojska Polskiego, więziony i rozstrzelany w Auschwitz-Birkenau.
5. Romuald (ur. w II 1900)[26]
6. Czesław (13 VII 1910 – 21 VII 1949), weterynarz, założyciel pierwszej państwowej lecznicy dla zwierząt w Nowym Sączu[37].

## Upamiętnienie
5 października 2007 minister obrony narodowej Aleksander Szczygło mianował go pośmiertnie na stopień majora. Awans został ogłoszony 9 listopada 2007 w Warszawie, w trakcie uroczystości „Katyń Pamiętamy – Uczcijmy Pamięć Bohaterów”.
Wymieniony na pamiątkowej tablicy umieszczonej w 1992 roku na kościele pod wezwaniem św. Kazimierza w Nowym Sączu.